# Presó de Can Sales
La Presó de Can Sales, coneguda també com Les Germanetes dels Pobres, va ser una presó de dones de Mallorca. Situada a la ciutat de Palma, va funcionar durant la Guerra civil i el Franquisme.

## Història
A l'inici de la Guerra Civil no existia a Mallorca cap presó exclusiva per a dones. El conflicte armat va augmentar considerablement el nombre de detingudes i es va haver d'habilitar un'altre espai a part de la Presó Provincial de Palma. Es va recórrer a un vell hospici que des del 1876 estava regentat per l'orde de les Germanetes dels Pobres. Aquesta nova presó depenia administrativament de la presó provincial, encara que tenia un director propi, procedent de Falange Espanyola de les JONS i dues vigilants femenines. L'edifici, actualment desaparegut, estava situat al carrer de Can Sales número 14.
El 1937 l'hospici, en estat ruïnós, va haver de ser desallotjat durant unes hores pel perill d'ensorrament. Durant la guerra va caldre acondicionanr noves sales per l'augment constant de noves preses, entre les quals hi havia les dones tripulants dels vaixells soviètics capturats a la Mediterrania.

### "Sacas"
Les "sacas de presos" van formar part d'un pla d'extermini organitzat i controlat. Durant la nit es passava llista a la presó femenina de Can Sales i a les masculines de Can Mir i el Castell de Bellver. Les preses i presos citats quedaven suposadament "en llibertat" però en realitat eren carregats en un camió guiat per piquets falangistes que els traslladaven a les muntanyes veïnes on eren assassinats. Una de les "sacas" més famoses va tenir lloc el 5 de gener de 1937, quan van ser assassinades Aurora Picornell, Antònia Pascual Flaquer, Maria Pascual Flaquer, la seva mare Catalina Flaquer Pascual i Belarmina González Rodríguez, conegudes com les Roges des Molinar.

### Postguerra
Mentre va durar la Guerra, el nombre de recluses s'acostava al centenar. Després de la derrota del Bàndol Republicà, Can Sales es va convertir en presó central o de cumpliment de pena. Aquest fet va provocar que durant l'estiu de 1940 ingressessin més de cinc-centes dones procedents de Menorca, Girona, la Presó de Ventas i la Presó Central de Saturrarán. A partir d'aquell periode, les Germanes de la Caritat es van fer càrrec de l'organització de la presó.  L'any 1942 el nombre de recluses era de 940.
Abans de l'allau de penades procedents de la península, les preses eren principalment de les illes, com ara l'espiritista i socialista Maria Vaquer, que hi va romandre fins a l'1 d'abril de 1943, la sindicalista Margalida Roig Colomar i altres. A l'estiu de 1940 va arribar a Can Sales la dirigent comunista Matilde Landa, procedent de la presó de Ventas. L'objectiu principal de les autoritats politiques i religioses era forçar i fer pública la seva conversió al Catolicisme, fet que ella no va acceptar i abans d'accedir al baptisme, va preferir suïcidar-se el 26 de setembre de 1942. Malgrat tot, va ser batejada in articulo mortis i enterrada en el cementiri de Palma. Altres preses van ser: Argentina Rubiera Solares, Maria Pellico Remis la secretària de Landa, Julia Manzanal Pérez la comissària política del Cinquè Regiment i les mestres Josefa García Segretyi Luisa Riera Muñiz.
Les males condicions de la presó, l'amuntegament, la fam i la rígida disciplina van provocar el deteriorament de la salut de moltes dones. El 1943 algunes recluses que patien demència senil van ser traslladades a la Clínica Psiquiàtrica Penitenciària de Madrid.
El tancament definitiu de la presó de Can Sala, es va produir el 30 de setembre de 1943. El gruix de les recluses de Palma van ser traslladades a la Presó de dones d'Amorebieta i Saturrarán.

## Reconeixement
El 2014 l'artista Natxa Pomar va realitzar una intervenció artística a la Biblioteca de Can Sales, situada just davant de l'antiga presó.En el lateral de la biblioteca es va col·locar una placa conmemorativa. El 2021 el Govern Balear va col·locar 97 Pedres de Memòria a les quatre illes per homenatjar les dones víctimes del feixisme. Malgrat això, a Espanya, l'aplicació de la Llei de Memòria Democràtica depèn dels canvis governamentals de les diferents comunitats autònomes, que tenen la potestat de canviar-la o derogar-la.